# Бокарьов Євгеній Олексійович
Євгеній Олексійович Бокарьов (12 (25) лютого 1904, с. Середньо-Єгорликське, Ставропольская губернія, нині с. Середній Єгорлик, Ростовська область — 11 березня 1971, Москва) — радянський лінгвіст, дослідник дагестанських мов, есперантолог, завідувач сектором кавказьких мов Інституту мовознавства АН СРСР, укладач найбільш повних для свого часу російсько-есперантського (видавництво «Енциклопедія», 1966) та есперанто-російського (1974) словників.
Старший брат рано загиблого лінгвіста, фахівця з дагестанських мов Анатолія Бокарьова.

## Біографія
Народився в 1904 році. Навчався в реальному училищі міста Темір-Хан-Шура (нині Буйнакськ). Середню школу закінчив 1922 року в селі Середньо-Єгорликське, куди батьки повернулися після Жовтневої революції. З початку 1921 року, одночасно з навчанням, Євгеній Бокарьов почав працювати вчителем у початковій школі.
У 1922 році вступив до Політехнічного інституту (нині Південно-Російський державний політехнічний університет (НПІ) імені М. І. Платова), а в 1923 році перевівся на навчання до Ростовського університету, де здобув вищу освіту на відділенні російської мови та літератури педагогічного факультету. Після закінчення університету, з 1925 року працював шкільним вчителем (Північна Осетія, Дагестан) .
З 1931 року перейшов на роботу в Дагестанський державний педагогічний інститут. Після складання кандидатського мінімуму і захисту дисертації отримав 1937 року науковий ступінь кандидата наук, а в 1938 році — вчене звання доцента. У 1939 році вступив до докторантури Інституту мови та мислення АН СРСР (нині Інститут лінгвістичних досліджень РАН), проте не встиг закінчити її через початок Німецько-радянської війни. Служив на флоті від червня 1941 до червня 1946 року. 11 вересня 1941 року був важко поранений. Після демобілізації в 1946 році був зарахований старшим науковим співробітником в Інститут мови та мислення, а в 1950 році, після його ліквідації, — в Інститут мовознавства АН СРСР. У 1952—1955 роках — займав посаду відповідального секретаря журналу «Питання мовознавства».
У 1955 році захистив докторську дисертацію на тему: (рос. «Цезские (дидойские) языки Дагестана» (опублікована у вигляді книги в 1959 році).

## Есперанто-діяльність
У 1957 році Є. Бокарьов брав участь у підготовці VI Міжнародного фестивалю молоді і студентів (Москва) — керував організацією зустрічей есперантистів з різних країн. Саме після проведення цього фестивалю відродився есперанто-рух в Радянському Союзі (з середини 1930-тих років есперантистів переслідували, а керівництво союзу есперантистів було репресоване).
Євгеній Бокарьов багато зробив для офіціалізації есперанто в СРСР — при Спілці радянських товариств дружби і культурних зв'язків з народами зарубіжних країн у 1962 році була створена Комісія з міжнародних зв'язків радянських есперантистів, яка на довгий час стала єдиною офіційною організацією есперантистів країни. Бокарьов був головою цієї комісії з моменту її заснування і до своєї смерті.
З 1963 року входив до складу Академії есперанто.
Є. О. Бокарьов брав участь у суперечках про «природні» і «штучні» мовами, виступав проти такого протиставлення. На його думку, всі мови в тій чи іншій мірі штучні — виникають в суспільстві і відчувають на собі його активний вплив. Отже, треба говорити про ступінь штучності тих чи інших мов, але не протиставляти «природні» і «штучні» як два непересічних явища.

## Нагороди
- Орден Трудового Червоного Прапора (27.03.1954)
- Орден Червоної Зірки (12.06.1944)
- Медалі

## Вибрані праці
- - Цезские (дидойские) языки Дагестана. М.: Изд-во Акад. наук СССР, 1959.
  - Сравнительно-историческая фонетика восточнокавказских языков. М.: Наука , 1981.
  - Эсперанто-русский словарь — Esperanta-rusa vortaro: Ок. 26000 слов. С прил. крат. граммат. очерка эсперанто / Е. А. Бокарев; [Предисл. В. Григорьева], 488 с. 17 см, 2-е изд., стер. М.: Русский язык, 1982.